# 巴朗库厄
巴朗库厄（法語：Barrancoueu，法語發音：[baʁɑ̃kwø]）是法国上比利牛斯省的一个市镇，属于巴涅尔德比戈尔区。

## 地理
巴朗库厄（42°54'32"N, 0°20'5"E）面积3.8 平方千米，位于法国奧克西塔尼大區上比利牛斯省，该省份为法国西南部内陆省份，北至热尔省，西接大西洋比利牛斯省，南与西班牙接壤，东临上加龙省。
与巴朗库厄接壤的市镇（或旧市镇、城区）包括：阿罗、卡代阿克、昂西藏。

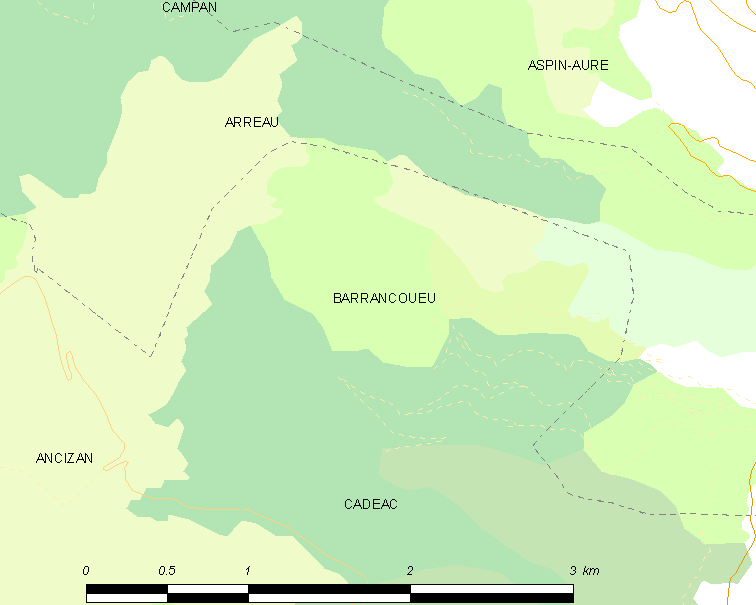
巴朗库厄的OSM定位图

巴朗库厄的时区为UTC+01:00、UTC+02:00（夏令时）。

## 行政
巴朗库厄的邮政编码为65240，INSEE市镇编码为65066。

## 政治
巴朗库厄所属的省级选区为内斯特-欧尔-卢龙县。

## 人口

1962-2008年间巴朗库厄人口变化图示

巴朗库厄于2022年1月1日时的人口数量为38人。